# Люк Дернер
Люк Дернер (англ. Luke Doerner, 23 серпня 1979) — австралійський хокеїст на траві.
Бронзовий призер Олімпійських Ігор 2008 року.
Переможець Ігор Співдружності 2006, 2010 років.
Чемпіон світу 2010 року, срібний призер 2006 року.
Переможець Трофею чемпіонів 2005, 2008, 2009, 2010, 2011 років, срібний призер 2007 року.